# Экономика Мадагаскара
Мадагаскар — преимущественно аграрная страна. Относится к числу наименее развитых стран мира.

## Сельское хозяйство
Сельское хозяйство даёт 26,5 % ВВП. Обрабатывается 5 % земель. Сельское хозяйство основывается на подсечно-огневой системе земледелия. Для внутреннего потребления выращиваются рис (3 млн т), кукуруза (349,6 тыс. т), картофель (280,5 тыс. т), маниок (2,2 млн т), батат (542,2 тыс. т) и бананы (292 тыс. т). Выращивают также ваниль, гвоздику, перец, кофе, какао, сахарный тростник, табак, сизаль, хлопок. Развито рыболовство, в водах Мадагаскара вылов рыбы ведут Япония и Россия.

## Промышленность
Промышленность даёт 16,9 % ВВП. Ведётся добыча графита, полудрагоценных камней, слюды и хрома.
С 2008 года ведется добыча нефти, а также разрабатываются месторождения никеля и кобальта (до 3 500 тонн)
Наиболее развита пищевая промышленность, развивается текстильная, табачная и бумажная промышленность. Действуют заводы по переработке нефти, производству сельскохозяйственных машин, стекла, цемента, удобрений. Единственный автопроизводитель Мадагаскара — Karenjy.

## Туризм
Пляжи являются главными туристическими достопримечательностями на острове. Так же посещаются Национальные парки Исало, Раномафана, Амбер Маунтин, Анкарафанцика и др. Большинство туристов на острове являются французами, из-за прошлой связи страны с Францией. В 2007 году индустрия туризма составляла 6,3 % ВВП острова.

## Транспорт

### Аэропорты
- всего — 83 (2013)[1], в том числе:
  - с твёрдым покрытием — 26
  - без твёрдого покрытия — 57

### Автомобильные дороги
- всего — 37 476 км (2010)[1], в том числе:
  - с твёрдым покрытием — 6103 км
  - без твёрдого покрытия — 31 373 км

### Железные дороги
- всего — 836 км (2014)[1]

### Водный транспорт
- всего — 9 судов (более 1000 грт) водоизмещением 13,986 грт/18,466 дедвейт

## Торговля
- Экспорт: $3,48 млрд (2018)[6], главными статьями являются ваниль (27,2 %), никель (12,3 %) и кобальт (6,74 %), так же из страны вывозится различная текстильная продукция, сельхозсырьё и сельхозтовары, включая гвоздику и др. специи, фрукты, овощи, а также минеральное сырьё (золото, руды цветных металлов и т. п.)

Главные партнеры по экспорту США (20,4 %), Франция (19,2 %), Япония (6,15 %)
- Импорт: $4,2 млрд (2018), главные статьи: машины и оборудование, топливо, химикаты, текстиль, продукты питания.

Главные партнеры по импорту КНР (23,1 %), Франция (10,7 %), ОАЭ (10,3 %)